# Cefriel
Cefriel S.c.a.r.l. è un centro di innovazione digitale italiano fondato dal Politecnico di Milano, una società consortile not for profit attiva nell'ambito dell'Information Technology. Si occupa di innovazione digitale, ricerca e formazione.

## Storia

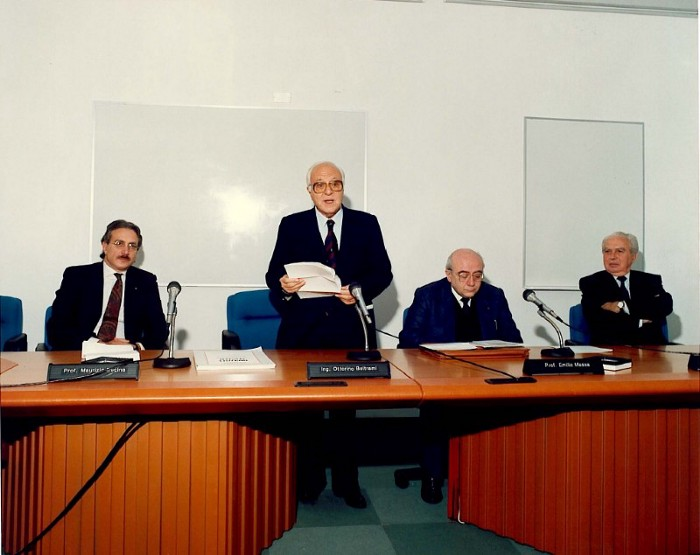

Il Cefriel viene fondato nel 1988 su iniziativa del Politecnico di Milano con il nome “Consorzio per la Formazione e la Ricerca in Ingegneria Elettronica”, allo scopo di "costruire un ponte tra università e industria nel campo della ricerca applicata e della formazione dei ricercatori industriali nel settore dell’ICT"; le principali persone dietro questa scelta sono Marisa Bellisario, Maurizio Decina, primo Direttore Scientifico del Centro, e Francesco Carassa. I soci fondatori, oltre al Politecnico di Milano, sono Università di Milano, Regione Lombardia, Comune di Milano, Assolombarda e le imprese Italtel, Telettra, IBM, Pirelli e Bull. Dal 2003 Alfonso Fuggetta ricopre la carica di  Direttore Scientifico e dal 2005 è AD di Cefriel fino a ottobre 2024. 

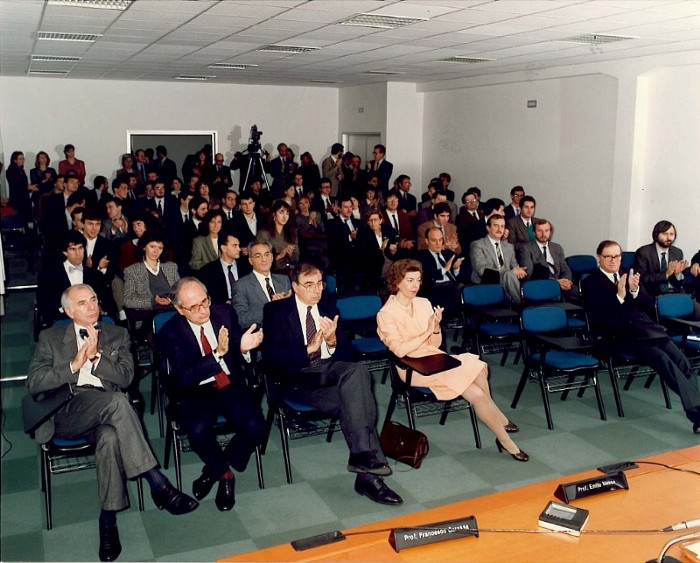

Negli anni, il Centro di innovazione si struttura per fornire servizi di consulenza e formazione a aziende, private e pubbliche, italiane ed estere. Attualmente tra i soci ci sono quattro università (Politecnico di Milano, Università degli Studi di Milano, Università degli Studi di Milano-Bicocca, Università degli Studi dell'Insubria) e Regione Lombardia, oltre a 17 grandi aziende di vari settori.
La sede è Milano nel quartiere Bicocca .

## Risultati notevoli
Il Centro di Innovazione ha curato oltre 3.000 progetti di innovazione per organizzazioni pubbliche e private, nazionali e internazionali. Tra i più importanti il progetto brevettato nel 2010 D-Air Street, il primo airbag wireless per motociclisti su strada integrato sulla moto e nella giacca. Altri sono: cestino smart per la gestione dei rifiuti (2 brevetti registrati), bilancia per la donazione del sangue, piattaforma di gestione dati in cloud e frigoriferi smart, utilizzati da società come Dainese, Amsa, Delcon, SDF e Coca-Cola.
Dal 2012 coordina dal punto di vista tecnico-scientifico il progetto E015 , ecosistema digitale aperto promosso da vari enti lombardi.. Ha inoltre partecipato a diversi progetti pubblici finanziati dallo Stato Italiano, come EXPO 2015 e conduce progetti di ricerca a livello italiano ed europeo quali ACTION, Horizon 2020 - Shift2Rail/Ride2Rail, IN2DREAMS, Q-Secure Net, AI-Sprint e GAIA-X.
Nel 2022 Cefriel e Delcon, azienda italiana specializzata nella progettazione e produzione di dispositivi medicali e software per la filiera del sangue, sono state premiate con il Compasso d'Oro, nella categoria Design per il lavoro, per la bilancia Milano . 

## Network
Il Centro di innovazione è membro di alcuni network internazionali quali EIT Manifacturing e IDSA, di cui è l’Hub italiano.